# دستور ألبانيا
الدستور الألباني (بالألبانية: Kushtetuta e Republikës së Shqipërisë) الحالي تم اعتماده من قبل البرلمان الألباني 21 أكتوبر-تشرين الأول 1998 وموثق عليه بمرسوم رئاسي 28 نوفبر-تشرين الثاني 1998 بعد استفتاء عام لصالح الدستور الجديد. هذا الدستور هو خلف لدستور 1976 الذي تم اعتماده من قبل الجهورية الألبانية الاشتراكية الشعبية في 28 ديسمبر-كانون الأول 1976، وقد عرف هذا الأخير تغييرات جذرية في 29 أبريل-نيسان 1991.
يعرف الدستور الحالي ألبانيا على أنها جهورية اتحادية برلمانية دستورية، ولها برلمان من غرفة واحدة يتكون من 140 عضوا. ينتخب البرلمان رئيس الجهورية وأعضاء الحكومة، بما في ذلك الوزير الأول ونائبه.
يقسم الدستور إلى 18 فصلا، ويحدد مبادئ الديموقراطية البرلمانية، سيادة الشعب، الحقوق الأساسية للمواطنين، ونقاط هامة أخرى. يستوفى الدستور الحالي معايير الدساتير الأوروبية الحديثة.
شهدت ألبانيا في تاريخيها العديد من الاضطرابات السياسية، وهذا ما ولد العديد من الدساتير. كانت دولة ألبانية الحديثة في الأصل ممكلة في عام 1913، ثم جمهورية مؤقتا خلال عشرينات القرن العشرين، لتعود ممكلة دستورية في عام 1928. بعد ذلك أصبحت ألبانيا جهورية اشتراكية عقب الحرب العالمية الثانية، قبل الانتقال للنظام الرأسمالي خلال تسعينات القرن العشرين.

## التاريخ

### العصور الوسطى
للألبانيين عادات قديمة في سن القانون والتنظيمات، ومن بينها قانون ليك دوكاجينيت (Kanuni i Lek Dukagjini) في القرن الرابع عشر ميلادي، والذي كان بمثابة دستور تم احترامه لعدة قرون، وطبقا له يتم اتخاذ القرارات الهامة من قبل مؤتمر كبار القبائل. سمح هذا القانون للألبانيين بالحصول على نوع من الحكم الذاتي في ظل حكم أجنبي.

### الفترة الحديثة
خلال النهضة الألبانية في القرن التاسع عشر ميلادي، أسس الألبان عصبة بريزرن وحكومة مؤقتة للأقاليم المتحدثة باللغة الألبانية في الدولة العثمانية. تم اعتماد قانون جديد، ويعتبر هذا الحدث بداية السياسية والدبلوماسية الألبانية الحديثة.
في عام 1913 تم الاعتراف بإمارة ألبانيا كدولة مستقلة، لكن القوى العظمى آنذاك قررت تقليص الطموحات الإقليمية للدولة الجديدة، وفرضت حكما ملكيا دستوريا تحت وصاية الأمير الألماني فيلهلم فون فيد. تم تبني القانون العضوي لألبانيا (Statuti Organik i Shqipërisë) في عام 1914، لكن لم يكن له أثر كبير بسبب رفض الألبان حكما تحت وصاية أمير أجبني، ثم بسبب اندلاع الحرب العالمية الأولى.
حدود عام 1913 المحددة من قبل القوى الأوروبية تركت أكثر من نصف المتحدثين باللغة الألبانية خارج الحدود الألبانية. عقب الحرب العالمية الأولى، تعرضت البلاد لخطر التقسيم من قبل الدول المجاورة، ما دفع القادة الألبانيين لعقد اجتماع عرف بكونغرس لوشنيا، قرروا خلاله الدفاع عن سيادة البلاد ومحاربة أي غزو أجنبي. إضافة، تم اعتماد دستور مؤقت عرف بـStatute وقام بفرض عقوبات على النظام الملكي.
خلال عشرينات القرن العشرين، شهدت ألبانيا اضطرابات سياسية مع توالي حكومات مختلفة. في عام 1924، استولت مجموعة من الثوار على الحكم بالقوة، لكن تم قمعهم في عضون ستة أشهر من قبل أحمد زوغو. في عام 1925 تم تبني دستور جديد مستوحى من دستور الجهورية الفرنسية الثالثة. كان للجهورية الألبانية في ذلك الوقت برلمان يتكون من غرفتين: مجلس النواب ومجلس الشيوخ، وقام البرلمان بانتخاب الرئيس، الذي يعتبر رئيسا لكل من الدولة ومجلس الوزراء، لعهدة تدوم سبعة سنوات. كان أحمد زوغو الرئيس الوحيد تحت هذا النظام، وتعتبر رئاسته حكما ديكتاتوريا.
في عام 1928 أصبحت ألبانيا ممكلة، وتقلد الرئيس زوغو الحكم تحت لقب الملك زوغو الأول. البرلمان آنذاك كان أحادي الغرفة، في حين السلطة التنفيذية كانت بيد الملك وحكومته. لكن في الواقع استولى زوغو على السلطة واستمر بحكمه الديكتاتوري العسكري.
عقب الغزو الإيطالي الفاشي لألبانيا في عام 1939، تم منع دستور مملكة ألبانيا. بالتواطئ مع عملاء ألبانيين، استولى الملك فيكتور إيمانوييل الثالث، ملك إيطاليا، على حكم ألبانيا، وقامت حكومة مؤسسة من قبل الإيطاليين بسن دستور جديد في عام 1939.

### فترة الحكم الشيوعي
بعد تحرير ألبانيا من الحكم النازي، قام الشيوعيون بتأسيس حكومة ألبانية جديدة، مع تبني دستور الجهورية الألبانية الشعبية في 11 يناير-كانون الأول 1946، وشهد هذا الأخير تعديلات في عام 1950. تم استبدال هذا الدستور في 28 ديسمبر-كانون الأول 1976 بدستور الجهورية الألبانية الاشتراكية الشعبية.
دستور 1976 عرف ألبانيا على أنها جهورية اشتراكية شعبية (المادة الأولى) وأنها دولة ديكتاتورية بروليتارية (المادة الثانية). مثل الدستور السابق لعام 1946، أيد هذا الدستور حكم حزب العمل الألباني (المادة الثالثة). حسب المفاهيم الاشتراكية، ضمن هذا الدستور حقوق الانسان الأساسية والامتيازات لكل المواطنين، مثل الإعفاء من دفع الضرائب (المادة 31). مؤسسات الدولة آنذاك كانت تتمثل في المجلس الشعبي كالهيئة التشريعية، رئيس المجلس الشعبي كنائب لرئيس الدولة، ومجلس الوزراء كالهيئة التنفيذية. حدد الدستور مهام هذه المؤسسات بما يتماشى مع الديموقراطية البرلمانية، لكن في الواقع قررات هذه المؤسسات كانت تخضع لرقابة حزب العمل. حسب المادة 89، فإن السكرتير الأول للحزب هو قائد القوات المسلحة ورئيس مجلس الدفاع.

### الزمن الحالي
ظل دستور 1976 قيد التنفيذ لغاية 1991، أين تم تبني قانون مؤقت لسن تعدد الأحزاب والرجوع للنظام الرأسمالي في ألبانيا. حسب هذا القانون، فإن ألبانيا هي جهورية برلمانية. تم اقتراح عدة دساتير جديدة، مثل في عام 1994، لكنها فشلت في الحصول على المصادقة، إلى غاية تبني دستور 1998 من خلال الاستفتاء الشعبي، وهو الدستور الحالي لألبانيا.

## محتوى الدستور
| الجزء      | الموضوع                               | المحتوى                                                                                                |
| ---------- | ------------------------------------- | --- |
| الأول      | مبادئ أساسية                          | ألبانيا هي جهورية اتحادية برلمانية، وهي دولة علمانية، والانتخابات فيها مستقلة، عادلة، وتجري بشكل دوري. |
| الثاني     | حقوق وحريات الانسان الأساسية          | حقوق الانسان الأساسية لا يمكن تجزئتها، إنكارها، أو التعدي عليها، وهي الأساس لكل النظام القضائي.        |
| الثالث     | المجلس                                | الانتخابات والعهد الانتخابية، النواب، التنظيم والتسيير، وسير النظام التشريعي.                          |
| الرابع     | رئيس الجهورية                         | |
| الخامس     | مجلس الوزراء                          | |
| السادس     | الحكومة المحلية                       | |
| السابع     | القوانين المعيارية والاتفاقات الدولية | |
| الثامن     | المجلس الدستوري                       | |
| التاسع     | المحاكم                               | |
| العاشر     | المتابعة القضائية                     | |
| الحادي عشر | الاستفتاء                             | |
| الثاني عشر | ملغى                                  | هذا الجزء تم إلغاءه بقانون في عام 2008.                                                                |
| الثالث عشر | الميزانية العامة                      | |
| الرابع عشر | الهيئة العليا لمراجعة الحسابات        | |
| الخامس عشر | القوات المسلحة                        | |
| السادس عشر | الإجراءات الاستثنائية                 | |
| السابع عشر | مراجعة الدستور                        | |
| الثامن عشر | الأحكام الانتقالية والنهائية          | |

### مثال عن نص الدستور الألباني: الجزء الأول

#### المادة الأولى
1. ألبانيا هي جهورية برلمانية.
2. جهورية ألبانيا هي دولة اتحادية وغير قابلة للتقسيم.
3. حكومة البلاد قائمة على نظام انتخابات مستقلة، عادلة، وتجري بشكل دوري.

#### المادة الثانية
1. سيادة الجهورية الألبانية هي ملك للشعب.
2. يمارس الشعب سيادته عن طريق ممثليه أو بشكل مباشر.
3. من إجل الحفاظ على السلم في البلاد والمصالح الوطنية، يمكن لألبانيا الإنضمام لنظام أمن جماعي، قائم على قانون يتم تبنيه من قبل أغلبية من النواب في البرلمان.

#### المادة الثالثة
استقلال الدولة ووحدة أرضيها، كرامة الأشخاص، حقوق الانسان والحريات، العدالة الاجتماعية، النظام الدستوري، تعدد الأحزاب، الهوية الوطنية والإرث، تعايش الأديان، والتعايش مع الأقليات هي مقومات الدولة، ويتوجب على الدولة احترامها والدفاع عنها.

#### المادة الرابعة
1. يمثل القانون القاعدة والحدود لنشاط الدولة.
2. الدستور هو القانون الأعلى في الجمهورية الألبانية.
3. أحكام الدستور تطبق بشكل مباشر، ما عدا في حالة سماح الدستور بغير ذلك.

#### المادة الخامسة
تطبق جهورية ألبانيا القانون الدولي ويجب عليها احترامه.

#### المادة السادسة
تنظيم ونشاط المؤسسات مخطط من طرف الدستور ومنظم من قبل قوانين هذه المؤسسات، إلا إذا نص الدستور على غير ذلك.

#### المادة السادسة|1
الانتخاب أو التعيين لممارسة مهنة عمومية في إحدى المؤسسات المحددة في هذا الدستور أو في القانون، رغم التنظيم المحتوى في أحكام أخرى من الدستور، يجب منعه في حالة تواجد ظروف تعرقل سلامة الوظيفة العمومية، تحت الشروط والقواعد المحددة بقانون يتم انتخابه من قبل ثلاثة أخماس نواب البرلمان.

#### المادة السابعة
نظام الحكم في جمهورية ألبانيا قائم على فصل السلطات التشريعية، التنفيذية، والقضائية، والموازنة بين صلاحياتها.

#### المادة الثامنة
1. تحمي الجهورية الألبانية الحقوق الوطنية للألبانيين المقيمين خارج حدودها.
2. تحمي الجهورية الألبانية حقوق موطنيها المقيمين خارج حدودها بإقامة مؤقتة أو دائمة.
3. تضمن الجهورية الألبانية مساعدة الألبانيين الذين يعيشون ويعملون خارج البلاد من أجل الحفاظ وتطوير صلاتهم بإرثهم الثقافي الوطني.

#### المادة التاسعة
1. يتم تأسيس الأحزاب السياسية بشكل حر، وتنظيمها يجب أن يخضع للمبادئ الديموقراطية.
2. الأحزاب السياسية والمنظمات الأخرى، والتي تبني برامجها ونشاطاتها على طرق استبدادية، والتي تحرض أو تشجع على الكراهية بين الأعراق، الديانات، الأقاليم، أو الجماعات الإثنية، والتي تستخدم العنف للاستيلاء على السلطة أو التأثير على على سياسيات الدولة، والتي لها طابع سري، يجب منعها طبقا للقانون.
3. مصادر تمويل الأحزاب ونفقاتها يجب أن تكون علنية.

#### المادة العاشرة
1. جهورية ألبانيا ليس لها ديانة رسمية.
2. الدولة محايدة فيما يخص مسائل المعتقدات، ويجب على الدولة ضمان حرية التعبير عن المعتقدات في الحياة العامة.
3. تعترف الدولة بالتساوي بين الجماعات الدينية.
4. تحترم الدولة والجماعات الدينية استقلالية كل منها بشكل متبادل، وتعمل معا من أجل المصلحة العامة.
5. تنظم العلاقات بين الدولة والجماعات الدينية على حسب اتفاقات يتم التوصل إليها من قبل ممثلي الجماعات الدينية ومجلس الوزراء، وتتم المصادقة عليها من قبل البرلمان.
6. الجماعات الدينية هي وحدات قانونية، وتملك الحق في حرية إدارة ممتلكاتها حسب مبادئها وقواعدها، شرط عدم الضرار بمصالح طرف ثالث.

#### المادة الحادية عشرة
1. يقوم النظام الاقتصادي للجهورية الألبانية على الملكية الخاصة والعامة، واقتصاد السوق، وحرية النشاط الاقتصادي.
2. يحمي القانون بشكل متساوي كل من الممتلكات الخاصة والعامة.
3. قيود حرية النشاط الاقتصادي تحدد فقط من قبل القانون من أجل أسباب عمومية هامة.

#### المادة الثانية عشرة
1. تضمن القوات المسلحة استقلال البلاد، وتقوم بحماية الوحدة الترابية والنظام الدستوري.
2. يجب على القوات المسلحة التزام الحياد فيما يخص المسائل السياسية، وتخضع القوات المسلحة لرقابة المواطنين.

#### المادة الثالثة عشرة
تقوم الحكومة المحلية في الجهورية الألبانية على مبدأ اللامركزية، وتتم ممارستها حسب الاستقلالية المحلية.

#### المادة الرابعة عشرة
1. اللغة الرسمية للجهورية الألبانية هي اللغة الألبانية.
2. العلم الوطني هو أحمر اللون وفي وسطه نسر أسود ذو رأسين.
3. خاتم الجهورية الألبانية هو ردع أحمر، يتوسطه نسر أسود ذو رأسين، وعلى رأس الدرع قبعة ذهبية تعود لإسكندر بيك.
4. النشيط الوطني هو "متحدون حول علمنا".
5. العيد الوطني للجهورية الألبانية هو يوم العلم، في 28 نوفمبر-تشرين الثاني.
6. عامة الجهورية الألبانية هي تيرانا.
7. شكل ومقاييس الرموز الوطنية، ونص النشيد الوطني واستعمالهم محدد من قبل القانون.